# Teoctist Blajevici
Teoctist Blajevici (germană Theoktist Blažewicz, ca mirean Teodor Blajevici; n. 1807 — d. 1879) a fost un cleric ortodox român, care a avut rangul de arhiepiscop al Cernăuților și mitropolit al Bucovinei și Dalmației (1877-1879).

## Biografie
Teoctist Blajevici a studiat teologia la Cernăuți și a fost spiritual acolo din 1837, până în 1863, fiind rector al seminarului eparhial greco-oriental din Bucovina. Din 1863 până în 1874 a fost stareț al Mănăstirii Dragomirna. Apoi s-a întors la Cernăuți ca vicar general și a fost mitropolit al Bucovinei din 1877 până la moartea sa .
Blazewicz a scris prima gramatică românească publicată în Bucovina .

## Lucrări

### Gramatica românească
- Gramatica teoretico-practică a dacoromanului, adică limba moldovenească sau valahă, Lemberg și Czernowitz 1833 (254 pagini), 1844 (264 pagini)
- Gramatică teoretico-practică de buzunar pentru învățarea ușoară și rapidă a limbii romantice (muntenești) , Viena 1855 (200 de pagini)
- Theoctist Schoimuls, Gramatică practică concisă a limbajului românesc (valah) : Cu o parte practică, care conține cele mai necesare cuvinte, conversații, proverbe, scrisori, lecturi și exerciții de traducere, împreună cu un dicționar, ed. de R. Blagoevich, Viena și Hermannstadt 1866 (175 de pagini)

### Teologie
- Istoria vieții lui Iisus Hristosu, Viena 1865
- Istoria biblică a Așezământului celui vechi, Viena 1865
- Creștineasca învățătură a năravurilor sau Moralului Creștinesc, Viena 1865